# Oskarshamns BBK
Oskarshamns BBK är en basketklubb i Oskarshamn som bildades 1977. Under en period fanns även Atomics BBK, där herrlagsverksamheten låg. säsongen 2012/13 spelade både dam- och herrlaget i div II Småland-Blekinge. Säsongen 2011/12 spelade damlaget i Basketettan Södra och herrlaget i Division III Småland-Blekinge.

## Damlaget

### Utmärkelser
|         | Lag   | Division    | Årets Rookie      | Most Improved Player | Hardest Woorking Player | Most Valuable Player |
| ------- | ----- | ----------- | ----------------- | -------------------- | ----------------------- | -------------------- |
| 2024/25 | Dam A | Div II      | Tilda Petersson   | Ellen Magnusson      | Hilda Larsson           | Matilda Magnusson    |
| 2023/24 | Dam A | Div II      | Annie Jisvik      | Nelly Perlgård       | Matilda Magnusson       | Johanna Magnusson    |
| 2022/23 | Dam A | Div II      | Hilda Larsson     | Ronja Carlsson       | Nelly Pergård           | Johanna Magnusson    |
| 2021/22 | Dam A | Div II      | Ronja Carlsson    | Emmie Persson        | Johanna Fridh           | Amanda Sjögren       |
| 2020/21 | Dam A | Div II      | -                 | -                    | -                       | -                    |
| 2019/20 | Dam A | Basketettan | Matilda Magnusson | Johanna Fridh        | Nora Gorani             | Amanda Sjögren       |
| 2019/20 | Dam B | Div II      | -                 | Sandra Erlandsson    | Matilda Magnusson       | Amanda Sjögren       |
| 2018/19 | Dam A | Basketettan | Emmie Persson     | Johanna Fridh        | Nora Gorani             | Linn Norberg         |
| 2018/19 | Dam B | Div II      | Sandra Erlandsson | Nellie Roos          | Sandy Nguyen            | Johanna Magnusson    |
| 2017/18 | Dam A | Basketettan | Amina Tuzlo       | Nora Gorani          | Amanda Sjögren          | Linn Norberg         |
| 2017/18 | Dam B | Div II      | Emmie Persson     | Ellen Strömberg      | Nellie Erlingsson       | Nora Gorani          |
| 2016/17 | Dam A | Div II      | Amanda Sjögren    | Nora Gorani          | Hanna Kvarnmyr          | Linn Norberg         |
| 2015/16 | Dam A | Div II      | -                 | Rebecka Dejus        | Hanna Kvarnmyr          | Linn Norberg         |
| 2014/15 | Dam A | Div II      | -                 | Emma Ryborg          | Lisa Karlsson           | Lena Phung           |
| 2013/14 | Dam A | Div II      | Amanda Dejus      | Nellie Erlingsson    | Danna Vu                | Anh Le               |
| 2012/13 | Dam A | Div II      | Emma Ryborg       | Zinajda Horozovic    | Danna Vu                | Linn Norberg         |
| 2011/12 | Dam A | Basketettan | Danna Vu          | Mathilda Ågren       | Zinajda Horozovic       | Linn Norberg         |
| 2011/12 | Dam B | Div II      | -                 | Elisabeth Wu         | Danna Vu                | Zinajda Horozovic    |
| 2010/11 | Dam A | Div II      | Mathilda Ågren    | Zinajda Horozovic    | Hanna Strömberg         | Linn Norberg         |
| 2009/10 | Dam A | Div II      | Jelena Pejic      | Hanna Strömberg      | Linda Phung             | Lena Phung           |
| 2008/09 | Dam A | Div II      | Hanna Strömberg   | Rialda Agincic       | Madelen Ingemarsson     | Linn Norberg         |
| 2007/08 | Dam A | Div II      | Rialda Agincic    | Lisa Olheden         | Anh Le                  | Linn Norberg         |
| 2006/07 | Dam A | Div II      | Linn Norberg      | Lena Phung           | Sophie Karlsson         | Hanna Kvarnmyr       |
| 2005/06 | Dam A | Div II      | Anh Le            | Madelen Ingemarsson  | Jessica Ivarsson        | Pia Do               |

### Laguppställningar

#### Säsongen 2022/23

##### Div II Damer Småland-Blekinge
| Nr | Namn              | Född | Längd  | Position | Säsonger | Moderklubb |
| -- | ----------------- | ---- | ------ | -------- | -------- | ---------- |
|    | Amicia Bergli     | 2003 | 170 cm | Forward  | 2:a      | OBBK       |
|    | Ella Wickman      | 2006 | 174 cm | Forward  | Rookie   | OBBK       |
|    | Hanna Kvarnmyr    | 1990 | 174 cm | Guard    | 13:e     | OBBK       |
|    | Hilda Larsson     | 2007 | 174 cm | Forward  | 2:a      | OBBK       |
|    | Johanna Fridh     | 1995 | 171 cm | Guard    | 11:e     | OBBK       |
|    | Lisa Karlsson     | 1992 | 173 cm | Forward  | 12:e     | OBBK       |
|    | Lovisa Ärleskog   | 2004 | 165 cm | Guard    | 4:e      | OBBK       |
|    | Nellie Roos       | 2001 | 170 cm | Center   | 5:e      | Högsby IK  |
|    | Nelly Perlgård    | 2008 | 178 cm | Forward  | Rookie   | OBBK       |
|    | Nina Maksimovic   | 2006 | 184 cm | Forward  | 2:a      | OBBK       |
|    | Ronja Carlsson    | 2008 | 182 cm | Center   | 2:a      | OBBK       |
|    | Sandra Erlandsson | 2003 | 174 cm | Forward  | 4:e      | OBBK       |

#### Ledare
| Coach: | Andreas Holmgran |

#### Säsongen 2021/22

##### Div II Damer Småland-Blekinge
| Nr | Namn              | Född | Längd  | Position | Säsonger | Moderklubb    |
| -- | ----------------- | ---- | ------ | -------- | -------- | ------------- |
|    | Amanda Sjögren    | 2002 | 174 cm | Guard    | 6:e      | OBBK          |
|    | Amicia Bergli     | 2003 | 170 cm | Forward  | Rookie   | OBBK          |
|    | Devla Delkic      | 1973 | 170 cm | Guard    | 5:e      | Västerviks IF |
|    | Emmie Persson     | 2003 | 158 cm | Guard    | 5:e      | OBBK          |
|    | Hanna Kvarnmyr    | 1990 | 174 cm | Guard    | 12:e     | OBBK          |
|    | Hilda Larsson     | 2007 | 174 cm | Forward  | Rookie   | OBBK          |
|    | Johanna Fridh     | 1995 | 171 cm | Guard    | 10:e     | OBBK          |
|    | Johanna Magnusson | 1975 | 177 cm | Center   | 5:e      | OBBK          |
|    | Linn Norberg      | 1990 | 178 cm | Forward  | 16:e     | OBBK          |
|    | Lovisa Ärleskog   | 2004 | 165 cm | Guard    | 3:e      | OBBK          |
|    | Nellie Roos       | 2001 | 170 cm | Center   | 4:e      | OBBK          |
|    | Nina Maksimovic   | 2006 | 184 cm | Forward  | Rookie   | OBBK          |
|    | Ronja Carlsson    | 2008 | 182 cm | Center   | Rookie   | OBBK          |
|    | Sandra Erlandsson | 2003 | 174 cm | Forward  | 3:e      | OBBK          |
|    | Sandy Nguyen      | 2003 | 160 cm | Guard    | 3:e      | OBBK          |

#### Ledare
| Coach: | Edvin Frisk |

#### Säsongen 2020/21

##### Div II Damer Småland-Blekinge
| Nr | Namn               | Född | Längd  | Position | Säsonger | Moderklubb |
| -- | ------------------ | ---- | ------ | -------- | -------- | ---------- |
|    | Amanda Sjögren     | 2002 | 174 cm | Guard    | 5:e      | OBBK       |
|    | Elma Delkic        | 2003 | 171 cm | Forward  | Rookie   | OBBK       |
|    | Emmie Persson      | 2003 | 158 cm | Guard    | 4:e      | OBBK       |
|    | Hanna Kvarnmyr     | 1990 | 174 cm | Guard    | 11:e     | OBBK       |
|    | Johanna Fridh      | 1995 | 171 cm | Guard    | 9:e      | OBBK       |
|    | Johanna Magnusson  | 1975 | 177 cm | Center   | 4:e      | OBBK       |
|    | Linnea Gerhardsson | 1996 | 168 cm | Guard    | 6:e      | OBBK       |
|    | Lisa Karlsson      | 1992 | 173 cm | Forward  | 11:e     | OBBK       |
|    | Lovisa Ärleskog    | 2004 | 165 cm | Guard    | 2:a      | OBBK       |
|    | Nellie Roos        | 2001 | 170 cm | Center   | 3:e      | OBBK       |
|    | Nora Gorani        | 2001 | 179 cm | Forward  | 5:e      | OBBK       |
|    | Sandra Erlandsson  | 2003 | 174 cm | Forward  | 2:a      | OBBK       |
|    | Sandy Nguyen       | 2003 | 160 cm | Guard    | 2:a      | OBBK       |

#### Ledare
| Coach: | Edvin Frisk |

#### Säsongen 2019/20

##### Basketettan Damer Södra
| Nr | Namn               | Född | Längd  | Position | Säsonger | Moderklubb |
| -- | ------------------ | ---- | ------ | -------- | -------- | ---------- |
| 4  | Emmie Persson      | 2003 | 158 cm | Guard    | 3:e      | OBBK       |
| 5  | Matilda Magnusson  | 2004 | 168 cm | Guard    | Rookie   | OBBK       |
| 6  | Johanna Fridh      | 1995 | 171 cm | Guard    | 8:e      | OBBK       |
| 7  | Amanda Sjögren (k) | 2002 | 174 cm | Guard    | 4:e      | OBBK       |
| 8  | Johanna Magnusson  | 1975 | 177 cm | Center   | 3:e      | OBBK       |
| 9  | Linnea Gerhardsson | 1996 | 168 cm | Guard    | 5:e      | OBBK       |
| 10 | Lisa Karlsson      | 1992 | 173 cm | Forward  | 10:e     | OBBK       |
| 11 | Amina Tuzlo        | 2001 | 167 cm | Forward  | 4:e      | OBBK       |
| 12 | Nellie Roos        | 2001 | 170 cm | Center   | 2:a      | OBBK       |
| 13 | Nora Gorani        | 2001 | 179 cm | Forward  | 4:e      | OBBK       |
| 14 | Lovisa Ärleskog    | 2004 | 165 cm | Guard    | Rookie   | OBBK       |
| 15 | Sandra Erlandsson  | 2003 | 174 cm | Forward  | Rookie   | OBBK       |
|    | Hanna Kvarnmyr     | 1990 | 174 cm | Guard    | 10:e     | OBBK       |
|    | Linn Norberg       | 1990 | 178 cm | Forward  | 15:e     | OBBK       |
|    | Rebecka Dejus      | 1992 | 176 cm | Forward  | 6:e      | OBBK       |
|    | Sandy Nguyen       | 2003 | 160 cm | Guard    | Rookie   | OBBK       |
|    | Tilde Eriksen      | 2004 | 176 cm | Forward  | Rookie   | OBBK       |

#### Ledare
| Coach:              | Edvin Frisk  |
| Assisterande Coach: | Simon Nguyen |

#### Säsongen 2018/19

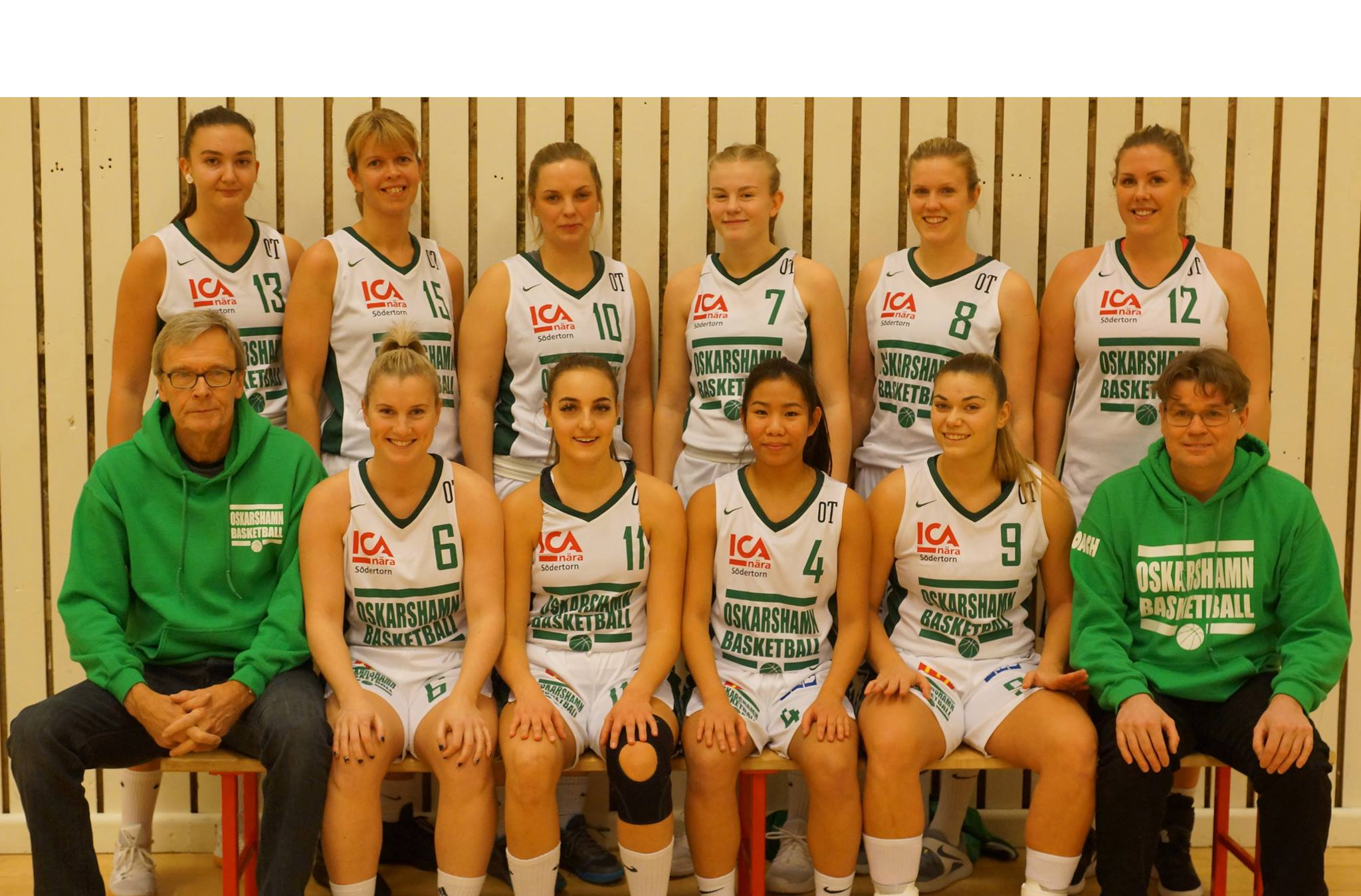
Lagfoto på damlaget säsongen 2018/19

##### Basketettan Damer Södra
| Nr | Namn               | Född | Längd  | Position | Säsonger | Moderklubb |
| -- | ------------------ | ---- | ------ | -------- | -------- | ---------- |
| 4  | Emmie Persson      | 2003 | 158 cm | Guard    | Rookie   | OBBK       |
| 5  | Nellie Erlingsson  | 1996 | 166 cm | Guard    | 6:e      | OBBK       |
| 6  | Johanna Fridh      | 1995 | 171 cm | Guard    | 7:e      | OBBK       |
| 7  | Amanda Sjögren     | 2002 | 174 cm | Guard    | 3:e      | OBBK       |
| 8  | Hanna Kvarnmyr     | 1990 | 174 cm | Guard    | 9:e      | OBBK       |
| 9  | Linnea Gerhardsson | 1996 | 168 cm | Guard    | 4:e      | OBBK       |
| 10 | Lisa Karlsson      | 1992 | 173 cm | Forward  | 9:e      | OBBK       |
| 11 | Amina Tuzlo        | 2001 | 167 cm | Forward  | 3:e      | OBBK       |
| 12 | Linn Norberg (k)   | 1990 | 178 cm | Forward  | 14:e     | OBBK       |
| 13 | Nora Gorani        | 2001 | 179 cm | Forward  | 3:e      | OBBK       |
| 14 | Nellie Roos        | 2001 | 170 cm | Center   | Rookie   | OBBK       |
| 15 | Johanna Magnusson  | 1975 | 177 cm | Center   | 2:a      | OBBK       |

#### Ledare
| Coach:              | Mattias Svensson |
| Assisterande Coach: | Johan Forsmarker |

#### Säsongen 2017/18

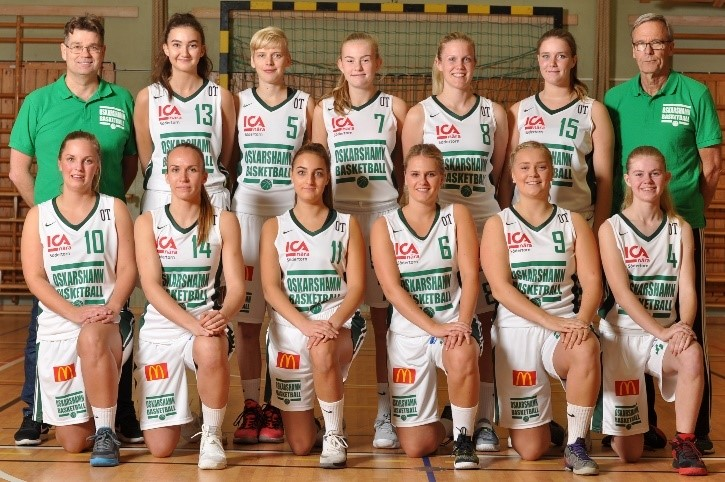
Lagfoto på damlaget säsongen 2017/18

##### Basketettan Damer Södra
| Nr | Namn              | Född | Längd  | Position | Säsonger | Moderklubb    |
| -- | ----------------- | ---- | ------ | -------- | -------- | ------------- |
| 4  | Anna Ronngaard    | 2002 | 170 cm | Forward  | 2:a      | OBBK          |
| 5  | Lotte Keuss       | 1989 | 175 cm | Forward  | 3:e      | Nederländerna |
| 6  | Nellie Erlingsson | 1996 | 166 cm | Guard    | 5:e      | OBBK          |
| 7  | Amanda Sjögren    | 2002 | 174 cm | Guard    | 2:a      | OBBK          |
| 8  | Hanna Kvarnmyr    | 1990 | 174 cm | Guard    | 8:e      | OBBK          |
| 9  | Johanna Nilsson   | 1998 | 170 cm | Guard    | 1:a      | Skuru IK      |
| 10 | Lisa Karlsson     | 1992 | 173 cm | Forward  | 8:e      | OBBK          |
| 11 | Amina Tuzlo       | 2001 | 167 cm | Forward  | 2:a      | OBBK          |
| 12 | Linn Norberg      | 1990 | 178 cm | Forward  | 13:e     | OBBK          |
| 13 | Nora Gorani       | 2001 | 179 cm | Forward  | 2:a      | OBBK          |
| 14 | Janeli Lilleallik | 1994 | 170 cm | Guard    | 2:a      | Tartu         |
| 15 | Ellen Strömberg   | 2002 | 176 cm | Forward  | 2:a      | OBBK          |
|    | Anh Le            | 1990 | 158 cm | Guard    | 11:e     | OBBK          |
|    | Emmie Persson     | 2003 | 158 cm | Guard    | Rookie   | OBBK          |
|    | Johanna Fridh     | 1995 | 171 cm | Guard    | 6:e      | OBBK          |
|    | Rialda Agincic    | 1991 | 179 cm | Forward  | 9:e      | OBBK          |

#### Ledare
| Coach:              | Mattias Svensson |
| Assisterande Coach: | Johan Forsmarker |

#### Säsongen 2016/17

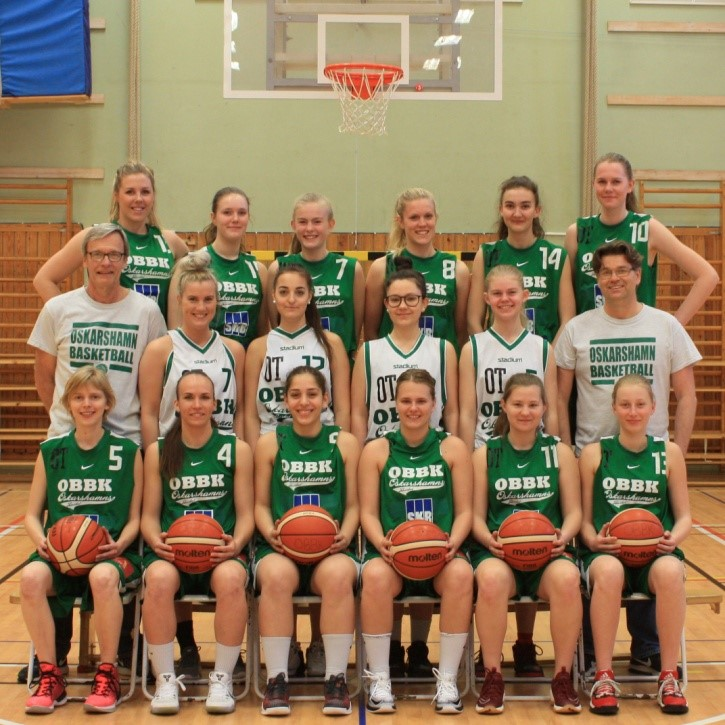
Lagfoto på damlaget säsongen 2016/17

##### Div II Damer Småland-Blekinge
| Nr | Namn               | Född | Längd  | Position | Säsonger | Moderklubb    |
| -- | ------------------ | ---- | ------ | -------- | -------- | ------------- |
| 4  | Janeli Lilleallik  | 1994 | 170 cm | Guard    | 1:a      | Tartu         |
| 5  | Lotte Keuss        | 1989 | 175 cm | Forward  | 2:a      | Nederländerna |
| 6  | Nellie Erlingsson  | 1996 | 166 cm | Guard    | 4:e      | OBBK          |
| 7  | Amanda Sjögren     | 2002 | 174 cm | Guard    | Rookie   | OBBK          |
| 8  | Hanna Kvarnmyr     | 1990 | 174 cm | Guard    | 7:e      | OBBK          |
| 9  | Stella Garvriilido | 2001 | 167 cm | Guard    | Rookie   | Västerviks IF |
| 10 | Lisa Dahl          | 2001 | 187 cm | Center   | Rookie   | Västerviks IF |
| 11 | Alva Jisvik        | 2002 | 165 cm | Guard    | Rookie   | OBBK          |
| 12 | Linn Norberg       | 1990 | 178 cm | Forward  | 12:e     | OBBK          |
| 13 | Emelie Axelsson    | 2001 | 170 cm | Forward  | Rookie   | Västerviks IF |
| 14 | Nora Gorani        | 2001 | 179 cm | Forward  | Rookie   | OBBK          |
| 15 | Ellen Strömberg    | 2002 | 176 cm | Forward  | Rookie   | OBBK          |
|    | Amina Tuzlo        | 2001 | 167 cm | Forward  | Rookie   | OBBK          |
|    | Anh Le             | 1990 | 158 cm | Guard    | 10:e     | OBBK          |
|    | Anna Ronngaard     | 2002 | 170 cm | Forward  | Rookie   | OBBK          |
|    | Danna Vu           | 1996 | 158 cm | Guard    | 5:e      | OBBK          |
|    | Johanna Fridh      | 1995 | 171 cm | Guard    | 5:e      | OBBK          |
|    | Lejla Tuzlo        | 2001 | 165 cm | Guard    | Rookie   | OBBK          |

#### Ledare
| Coach:              | Mattias Svensson |
| Assisterande Coach: | Johan Forsmarker |

#### Säsongen 2015/16

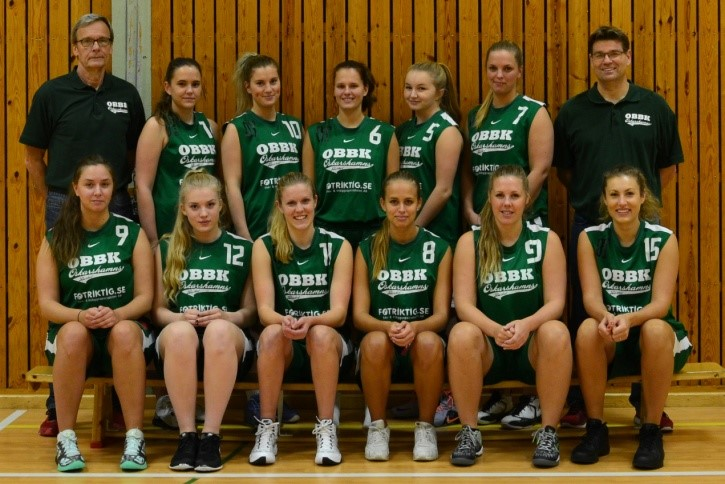
Lagfoto på damlaget säsongen 2015/16

##### Div II Damer Småland-Blekinge
| Nr | Namn              | Född | Längd  | Position | Säsonger | Moderklubb    |
| -- | ----------------- | ---- | ------ | -------- | -------- | ------------- |
| 5  | Linda Clavertz    | 1999 | 165 cm | Forward  | Rookie   | OBBK          |
| 6  | Nellie Erlingsson | 1996 | 166 cm | Guard    | 3:e      | OBBK          |
| 7  | Lisa Karlsson     | 1992 | 173 cm | Forward  | 7:e      | OBBK          |
| 8  | Rebecka Dejus     | 1992 | 176 cm | Forward  | 5:e      | OBBK          |
| 9  | Hanna Strömberg   | 1991 | 177 cm | Center   | 7:e      | OBBK          |
| 10 | Johanna Fridh     | 1995 | 171 cm | Guard    | 4:e      | OBBK          |
| 11 | Hanna Kvarnmyr    | 1990 | 174 cm | Guard    | 6:e      | OBBK          |
| 12 | Elvira Rönnerholm | 1999 | 180 cm | Center   | Rookie   | OBBK          |
| 13 | Julia Edinius     | 1997 | 170 cm | Forward  | 3:e      | OBBK          |
| 15 | Rialda Agincic    | 1991 | 179 cm | Forward  | 7:e      | Mönsterås BBK |
| 50 | Linn Norberg      | 1990 | 178 cm | Forward  | 11:e     | OBBK          |
|    | Anh Le            | 1990 | 158 cm | Guard    | 9:e      | OBBK          |
|    | Devla Delkic      | 1973 | 170 cm | Guard    | 1:a      | OBBK          |
|    | Lotte Keuss       | 1989 | 175 cm | Forward  | 1:a      | Nederländerna |

#### Ledare
| Coach:              | Mattias Svensson |
| Assisterande Coach: | Johan Forsmarker |

#### Säsongen 2014/15

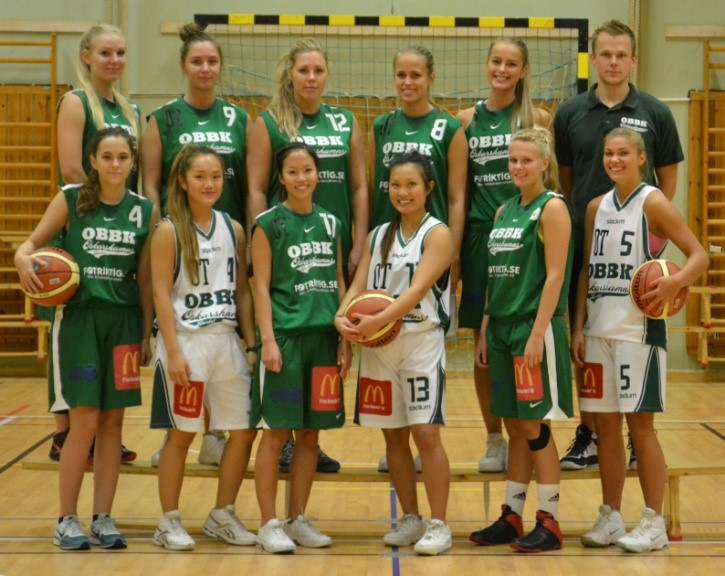
Lagoto på damlaget säsongen 2014/15

##### Div II Damer Småland-Blekinge
| Nr | Namn              | Född | Längd  | Position | Säsonger | Moderklubb |
| -- | ----------------- | ---- | ------ | -------- | -------- | ---------- |
| 4  | Johanna Fridh     | 1995 | 171 cm | Guard    | 3:e      | OBBK       |
| 5  | Danna Vu          | 1996 | 158 cm | Guard    | 4:e      | OBBK       |
| 6  | Nellie Erlingsson | 1996 | 166 cm | Guard    | 2:e      | OBBK       |
| 7  | Lisa Karlsson     | 1992 | 173 cm | Forward  | 6:e      | OBBK       |
| 8  | Rebecka Dejus     | 1992 | 176 cm | Forward  | 4:e      | OBBK       |
| 9  | Hanna Strömberg   | 1991 | 177 cm | Center   | 6:e      | OBBK       |
| 10 | Amanda Dejus      | 1997 | 178 cm | Forward  | 2:a      | OBBK       |
| 12 | Linn Norberg      | 1990 | 178 cm | Forward  | 10:e     | OBBK       |
| 13 | Anh Le            | 1990 | 158 cm | Guard    | 8:e      | OBBK       |
| 14 | Julia Edinius     | 1997 | 170 cm | Forward  | 2:e      | OBBK       |
| 15 | Emma Ryborg       | 1996 | 180 cm | Center   | 3:e      | OBBK       |
|    | Edita Slomic      | 1984 | 175 cm | Guard    | 13:e     | OBBK       |

#### Ledare
| Coach:              | Fredrik Svensson |
| Assisterande Coach: | Sverige          |

#### Säsongen 2013/14

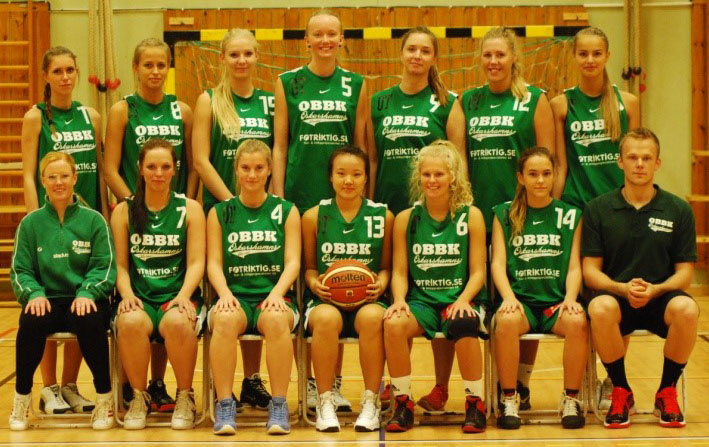
Lagfoto på damlaget säsongen 2013/14

##### Div II Damer Småland-Blekinge
| Nr | Namn               | Född | Längd  | Position | Säsonger | Moderklubb    |
| -- | ------------------ | ---- | ------ | -------- | -------- | ------------- |
| 4  | Johanna Fridh      | 1995 | 171 cm | Guard    | 2:e      | OBBK          |
| 5  | Anna Dahl          | 1998 | 188 cm | Center   | Rookie   | Västerviks IF |
| 6  | Nellie Erlingsson  | 1996 | 166 cm | Guard    | Rookie   | OBBK          |
| 7  | Lisa Karlsson (k)  | 1992 | 173 cm | Forward  | 5:e      | OBBK          |
| 8  | Rebecka Dejus      | 1992 | 176 cm | Forward  | 3:e      | OBBK          |
| 9  | Hanna Strömberg    | 1991 | 177 cm | Center   | 5:e      | OBBK          |
| 10 | Amanda Dejus       | 1997 | 178 cm | Forward  | Rookie   | OBBK          |
| 11 | Alice Strömberg    | 1997 | 173 cm | Forward  | Rookie   | OBBK          |
| 12 | Linn Norberg       | 1990 | 178 cm | Forward  | 9:e      | OBBK          |
| 13 | Vivianne Wu        | 1996 | 162 cm | Guard    | Rookie   | OBBK          |
| 14 | Julia Edinius      | 1997 | 170 cm | Forward  | Rookie   | OBBK          |
| 15 | Emma Ryborg        | 1996 | 180 cm | Center   | 2:a      | OBBK          |
|    | Anh Le             | 1990 | 158 cm | Guard    | 7:e      | OBBK          |
|    | Danna Vu           | 1996 | 158 cm | Guard    | 3:e      | OBBK          |
|    | Edita Slomic       | 1984 | 175 cm | Guard    | 12:e     | OBBK          |
|    | Linnea Gerhardsson | 1996 | 158 cm | Guard    | 2:a      | OBBK          |

#### Ledare
| Coach:              | Fredrik Svensson |
| Assisterande Coach: | Sophie Karlsson  |

#### Säsongen 2012/13

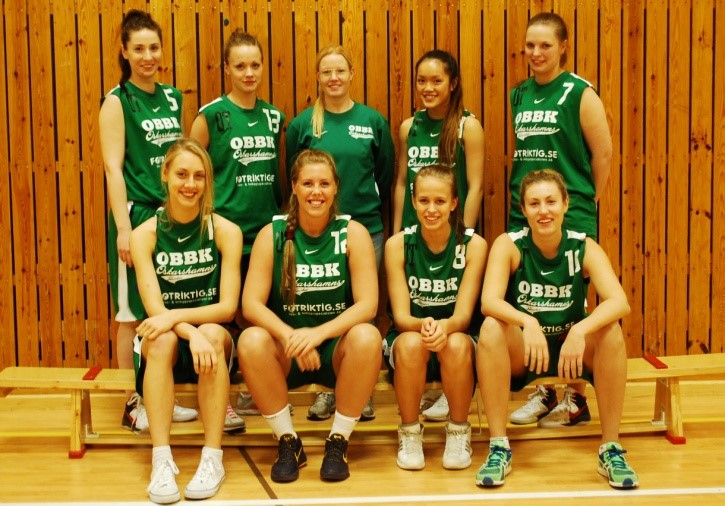
Lagfoto på damlaget säsongen 2012/13

##### Div II Damer Småland-Blekinge
| Nr | Namn              | Född | Längd  | Position | Säsonger | Moderklubb    |
| -- | ----------------- | ---- | ------ | -------- | -------- | ------------- |
| 4  | Danna Vu          | 1996 | 160 cm | Guard    | 2:a      | OBBK          |
| 5  | Edita Slomic      | 1984 | 174 cm | Guard    | 11:e     | OBBK          |
| 7  | Lisa Karlsson     | 1992 | 173 cm | Forward  | 4:e      | OBBK          |
| 8  | Rebecka Dejus     | 1992 | 176 cm | Forward  | 2:a      | OBBK          |
| 9  | Johanna Fridh     | 1995 | 165 cm | Guard    | Rookie   | OBBK          |
| 10 | Rialda Agincic    | 1991 | 179 cm | Forward  | 5:e      | Mönsterås BBK |
| 11 | Zinajda Horozovic | 1994 | 184 cm | Center   | 3:e      | OBBK          |
| 12 | Linn Norberg (k)  | 1990 | 178 cm | Forward  | 8:e      | OBBK          |
| 13 | Lisa Olheden      | 1990 | 165 cm | Guard    | 6:e      | OBBK          |
| 15 | Emma Ryborg       | 1996 | 178 cm | Center   | Rookie   | OBBK          |

#### Ledare
| Coach:              | Linn Norberg    |
| Assisterande Coach: | Sophie Karlsson |

## Herrlaget

### Utmärkelser
| Säsong  | Division | Årets Rookie    | Most Improved Player | Hardest Woorking Player | Most Valuable Player |
| ------- | -------- | --------------- | -------------------- | ----------------------- | -------------------- |
| 2024/25 | Div II   | -               | William Esselvall    | Frankie Dang            | Tobias Jägerskog     |
| 2023/24 | Div II   | Frankie Dang    | Nikolaj Andersen     | Elmo Lingman            | Tobias Jägerskog     |
| 2022/23 | Div II   | Noel Andersson  | Emil Drottman        | Olle Moberg             | Tobias Jägerskog     |
| 2021/22 | -        | -               | -                    | -                       | -                    |
| 2020/21 | -        | -               | -                    | -                       | -                    |
| 2019/20 | -        | -               | -                    | -                       | -                    |
| 2018/19 | -        | -               | -                    | -                       | -                    |
| 2017/18 | -        | -               | -                    | -                       | -                    |
| 2016/17 | -        | -               | -                    | -                       | -                    |
| 2015/16 | Div II   | Markus Holmberg | Ajdin Hodzic         | Michael Vu              | Anton Le             |
| 2014/15 | -        | -               | -                    | -                       | -                    |
| 2013/14 | Div II   | Simon Nguyen    | -                    | -                       | -                    |
| 2012/13 | Div II   | Anton Le        | Erman Busuladzic     | Håkan Nilsson           | Armin Busuladzic     |
| 2011/12 | Div II   | -               | Samatar Holgren      | Luciano Lopez           | Mikael Backskär      |

### Laguppställningar

#### Säsongen 2022/23

##### Div II Herrar Småland-Blekinge
| Nr | Namn                 | Född | Längd  | Position | Säsonger | Moderklubb     |
| -- | -------------------- | ---- | ------ | -------- | -------- | -------------- |
| 4  | Emil Drottman        | 2008 | 167 cm | Guard    | Rookie   | OBBK           |
| 5  | Ludwig Nilsson       | 2005 | 185 cm | Guard    | Rookie   | OBBK           |
| 6  | Olle Moberg          | 2005 | 177 cm | Guard    | Rookie   | OBBK           |
| 7  | Edvin Frisk          | 1991 | 183 cm | Forward  |          | OBBK           |
| 8  | Jasmin Delic         | 1989 | 182 cm | Guard    |          | Mönsterås BBK  |
| 9  | Philip Ekblad        | 2005 | 188 cm | Guard    | Rookie   | OBBK           |
| 10 | Tobias Jägerskog     | 1979 | 191 cm | Guard    |          | Södertälje BBK |
| 11 | Elmo Lingman         | 2008 | 183 cm | Forward  | Rookie   | OBBK           |
| 12 | Roger Jutegård       | 1981 | 188 cm | Forward  |          | OBBK           |
| 13 | Fredrik Svensson (k) | 1990 | 183 cm | Guard    |          | Borlänge       |
| 14 | Noel Andersson       | 2007 | 192 cm | Guard    | Rookie   | OBBK           |
| 15 | Joel Larsson         | 2005 | 190 cm | Forward  | Rookie   | OBBK           |

#### Ledare
| Coach: | Andreas Holmgran |

#### Säsongen 2015/16

##### Div II Herrar Småland-Blekinge
| Nr | Namn             | Född | Längd | Position | Säsonger | Moderklubb    |
| -- | ---------------- | ---- | ----- | -------- | -------- | ------------- |
| 4  | Markus Holmberg  |      |       |          |          | OBBK          |
| 5  | Awaleh Adaheh    | 1997 |       | Forward  |          | OBBK          |
| 6  | Philip Ngo       | 1998 |       | Guard    |          | OBBK          |
| 7  | Edvin Frisk (k)  | 1991 |       | Forward  |          | OBBK          |
| 8  | Anton Le         | 1999 |       | Guard    |          | OBBK          |
| 10 | Michael Wu       | 1998 |       | Guard    |          | OBBK          |
| 11 | Isaac Petersson  | 1999 |       | Forward  |          | OBBK          |
| 12 | Ajdin Hodzic     | 1998 |       | Forward  |          | OBBK          |
| 14 | Simon Nguyen     | 1998 |       | Forward  |          | OBBK          |
| 15 | Robert Wiberg    | 1984 |       | Forward  |          | OBBK          |
|    | Eric Anderstedt  | 1999 |       |          |          | OBBK          |
|    | Jasmin Delic     | 1989 |       |          |          | Mönsterås BBK |
|    | Michael Gülenay  | 1999 |       |          |          | OBBK          |
|    | Nam Dihn         | 1993 |       | Guard    |          | OBBK          |
|    | Roger Jutegård   | 1981 |       | Forward  |          | OBBK          |
|    | Samatar Holmgren | 1998 |       | Forward  |          | OBBK          |

#### Ledare
| Coach:              | Lisa Karlsson |
| Assisterande Coach: | Edvin Frisk   |

#### Säsongen 2012/13

##### Div II Herrar Småland-Blekinge
| Nr | Namn              | Född | Längd  | Position | Säsonger | Moderklubb |
| -- | ----------------- | ---- | ------ | -------- | -------- | ---------- |
| 4  | Kristian Sellberg | 1988 |        | Guard    |          | OBBK       |
| 5  | Håkan Nilsson     | 1977 |        | Forward  |          | OBBK       |
| 6  | Robert Wiberg     | 1984 | 180 cm | Forward  |          | OBBK       |
| 7  | Edvin Frisk       | 1992 | 183 cm | Forward  |          | OBBK       |
| 8  | Erman Busuldzic   | 1984 |        | Guard    |          | OBBK       |
| 9  | Mikael Backskär   | 1986 | 182 cm | Guard    |          | OBBK       |
| 10 | Magnus Virbulis   | 1969 | 193 cm | Forward  | 14:e     | OBBK       |
| 11 | Kenny Wu          | 1988 | 169 cm | Guard    |          |            |
| 12 | Ismar Behulovic   | 1982 |        | Forward  |          | OBBK       |
| 13 | Armin Busuladzic  | 1979 |        | Forward  |          | OBBK       |
| 14 | Ricky Jacksson    | 1986 |        | Guard    |          | OBBK       |
| 15 | Edin Basic        | 1976 | 196 cm | Center   |          | Falun      |
|    | Anton Le          | 1999 |        | Guard    | Rookie   | OBBK       |

#### Ledare
| Coach:              | Arlind Bacaj    |
| Assisterande Coach: | Magnus Virbulis |

## Ungdom

### Janne Basket Stipendiet

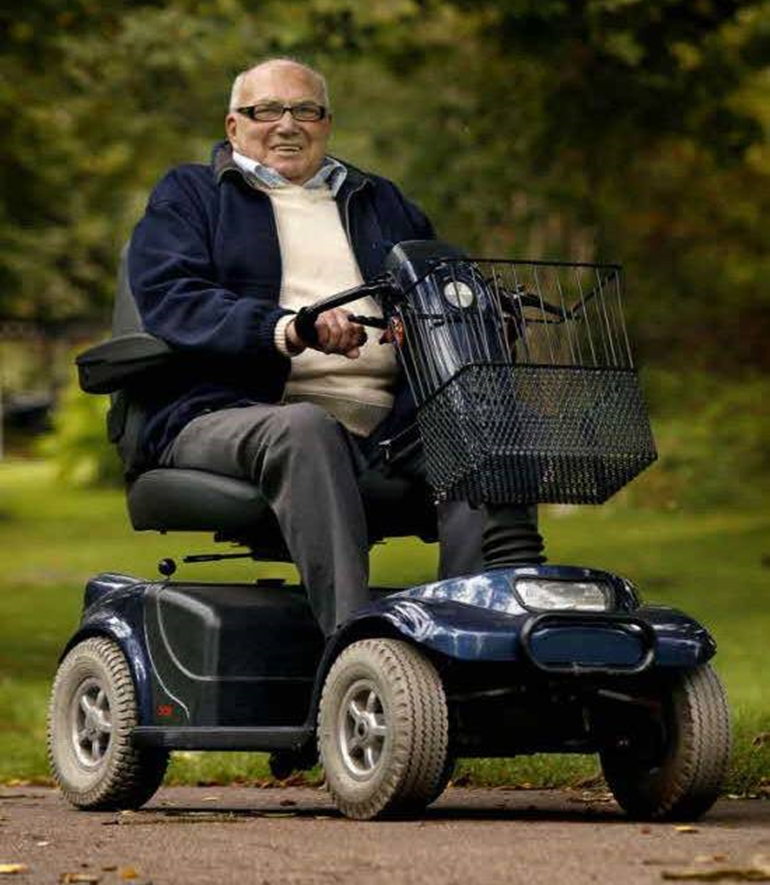
Janne "Basket" Ericsson är en av OBBKs alla eldsjälar.

Till minne av Janne Ericsson och ifrån Janne Baskets minnesfond delar OBBK årligen ut ett pris på 1 000:- till någon som gjort en stor insats för ungdomsverksamheten i OBBK.
| Säsong  | Pristagare               |
| ------- | ------------------------ |
| 2024/25 | Johan Forsmarker         |
| 2023/24 | Anders Karlsson          |
| 2022/23 | Johanna Fridh            |
| 2021/22 | James Baluch             |
| 2020/21 | -                        |
| 2019/20 | Sandy Nguyen             |
| 2018/19 | Martina & Anders Martin  |
| 2017/18 | Devla Delkic             |
| 2016/17 | Phuong Ly                |
| 2015/16 | Sophie Karlsson          |
| 2014/15 | Carola & Stefan Lundgren |
| 2013/14 | Lisa Karlsson            |
| 2012/13 | Edvin Frisk              |
| 2011/12 | Madelen Ingemarsson      |
| 2010/11 | Hanna Strömberg          |
| 2009/10 | Lena och Linda Phung     |
| 2008/09 | Mattias Svensson         |
| 2007/08 | Carina Do                |

### Lars-Ivar Fellt Stipendiet

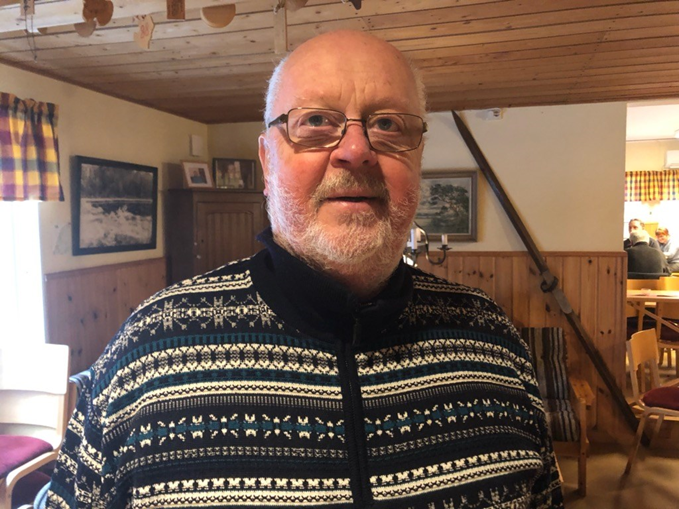
Lars-Ivar Fellt är en av OBBKs alla eldsjälar.

Till minne av Lars-Ivar Fellt och ifrån Lars-Ivar Fellts minnesfond delar OBBK årligen ut ett pris på 1 000:- till någon ungdom som gjort en stor insats som funktionär i OBBK.
| Säsong  | Pristagare             |
| ------- | ---------------------- |
| 2024/25 | Albin Ibricic Karlsson |
| 2023/24 | Nelly Perlgård         |
| 2022/23 | Frankie Dang           |
| 2021/22 | Ida Kursu              |

### Webbkällor
- Oskarshamns BBK
- Svenska Basketbollförbundet
- Småland-Blekinge BDF